# Silvio Piola
Silvio Piola (ur. 29 września 1913 w Robbio, zm. 4 października 1996 w Gattinara) – włoski piłkarz, który występował na pozycji napastnika. W latach 1935–1952 reprezentant Włoch. Złoty medalista Mistrzostw Świata 1938.
Piola rozpoczął swoją karierę piłkarską we włoskim klubie Pro Vercelli, gdzie strzelił 51 bramek w 127 występach. W 1934 przeniósł się do S.S. Lazio, gdzie spędził 9 sezonów. Po opuszczeniu S.S. Lazio był piłkarzem Torino F.C., Juventusu oraz Novara.
Debiut w reprezentacji Włoch zaliczył w meczu z Austrią 24 marca 1935, w którym strzelił swoją pierwszą bramkę dla Włoch. Zdobył mistrzostwo świata w 1938 roku. W wygranym 4:2 finale przeciwko Węgrom strzelił dwie bramki. W reprezentacji rozegrał 34 spotkania, wpisując się na listę strzelców 30 razy. Występów oraz bramek mogłoby być więcej, gdyby nie II wojna światowa.
Z 274 golami jest najskuteczniejszym zawodnikiem w historii Serie A.
Zmarł dnia 4 października 1996 w wieku 83 lat.

## Sukcesy

### Novara
- Mistrzostwo Serie B: 1947/1948

### Reprezentacyjne
- Mistrzostwo Świata: 1938
- Puchar Europy Środkowej: 1933/1935

### Indywidualne
- Król strzelców Serie A: 1936/1937, 1942/1943